# 费尔韦多鲁
费尔韦多鲁是巴西米纳斯吉拉斯州的一个市镇。总面积357.272平方公里，总人口10261人，人口密度28.7人/平方公里。